# نيفيل هاميلتون
نيفيل هاميلتون (بالإنجليزية: Neville Hamilton)‏ (19 أبريل 1960 بليستر في المملكة المتحدة - 9 فبراير 2009 بليستر في المملكة المتحدة) هو لاعب كرة قدم بريطاني في مركز الوسط. لعب مع ليستر سيتي ونادي روتشديل ووولفرهامبتون واندررز ونادي مانسفيلد تاون.

## وصلات خارجية
- نيفيل هاميلتون على موقع قاعدة بيانات كرة القدم.إي يو (الإنجليزية)